# Quercus helvetica
Quercus helvetica är en bokväxtart som beskrevs av Albert Thellung. Quercus helvetica ingår i släktet ekar, och familjen bokväxter.
Artens utbredningsområde är Schweiz. Inga underarter finns listade.